# Byrnes pungmus
Byrnes pungmus (Dasyuroides byrnei) är en art i familjen rovpungdjur och den enda arten i släktet Dasyuroides. Vissa zoologer räknar den tillsammans med mulgaran till släktet Dasycercus. I engelskspråkiga områden kallas djuret vanligen kowari.

## Kännetecken
Som namnet antyder påminner djuret om en robust byggd mus med korta extremiteter. Ryggen och sidorna har en grå färg och buken är vitaktig. Svansen är vid roten rödaktig och längre bakåt täckt med långa svarta hår. Djuret reser dessa hår ibland upp. Kroppslängden ligger mellan 14 och 18 centimeter och svansen är 11 till 14 centimeter lång. Vikten ligger mellan 70 och 140 gram. I motsats till mulgaran som har fem tår vid bakfoten har arten endast fyra tår. Byrnes pungmus kan inte lagra fett i svansens främre del. Typisk för arten är en lång svart tofs vid svansens spets.

## Utbredning och levnadssätt
Byrnes pungmus lever i låglandet kring Eyresjön i norra South Australia och sydvästra Queensland. Habitatet är torra områden. Djuret är främst aktiv på natten men iakttas ibland vid solbadet. Den gömmer sig i bon som grävs själv eller övertas av andra djur. Bon fodras med gräs. Arten vistas främst på marken men klättrar ibland i träd. Individerna markerar sina revir med sekret från doftkörtlarna men det är oklart om de lever i familjegrupper. I fångenskap registrerades inga större aggressiviteter mellan individerna när buren var tillräcklig stor. Byrnes pungmus bygger även bon av växtdelar som liknar en skål i formen.
Arten livnär sig av kött, bland annat insekter, spindlar och mindre ryggradsdjur som gnagare, fåglar och ödlor.

## Fortplantning
Honor kan para sig två till fyra gånger per år och efter dräktigheten som varar 30 till 36 dagar föds 3 till 7 ungar (vanligen 5 eller 6). Ungarna lever de första veckorna i pungen och klamrar sig senare fast på moderns rygg. Efter tre månader sluter honan att ge di och efter ungefär åtta månader (235 dagar) är ungarna könsmogna. Livslängden i naturen går upp till fyra år och i fångenskap till sju eller sällan nio år. De flesta exemplaren dör däremot vid slutet av andra året.

## Hot
Byrnes pungmus hotas främst av införda fiender som rödräven samt av levnadsområdets omvandling till jordbruksmark. Arten fanns tidigare även i Nothern Territory men är utdöd där. IUCN listar arten som sårbar (vulnerable).